# انا دودوگوپولیوک
انا دودوگوپولیوک (انگلیسی: Anna Dovgopoliuk؛ زادهٔ ۱۱ اکتبر ۱۹۸۵) بازیکن والیبال اهل اوکراین است.